# Симпсон, Дерек
Дерек Симпсон (англ. Derek Simpson; 29 марта 1928, Уэрксоп — 22 июня 2007) — британский виолончелист и музыкальный педагог.
Сын учительницы музыки и трубача-любителя. Начал играть на виолончели с десятилетнего возраста. С 19 лет учился в Королевской академии музыки в Лондоне, в том числе у Дугласа Камерона. В 1952 году получил стипендию для годичного обучения в Париже у Пьера Фурнье. По возвращении в Англию работал в нескольких оркестрах (в том числе в Лондонском камерном), выступал как солист, в том числе вместе со своей первой женой, пианисткой Фионой Камерон, дочерью своего учителя. Наибольшую известность, однако, получил как ансамблист, выступая в 1957—1981 гг. в составе Эолийского квартета. Как участник этого ансамбля осуществил полную запись струнных квартетов Йозефа Гайдна; среди других записей Симпсона — три диска с участием Иегуди Менухина (инструментальные произведения Генри Пёрселла и Иоганна Себастьяна Баха, секстеты Иоганнеса Брамса), виолончельная соната Джона Айрленда, Восемь вариаций на греческую народную тему Никоса Скалкотаса (1968, с Робертом Мастерсом и Марселем Газелем). В 1966 году Симпсон был одним из приглашённых музыкантов при записи сингла группы The Beatles  Strawberry Fields Forever. В 1981 году, после роспуска Эолийского квартета, женился на его альтистке Маргарет Мейджор. На протяжении многих лет преподавал в Королевской академии музыки; среди его учеников Рафаэл Уолфиш.